# Теркельсен, Йонас Торриссен
Йонас Торриссен Теркельсен (норв. Jonas Torrissen Therkelsen; род. 5 мая 2003) — норвежский футболист, атакующий полузащитник клуба «Хольштайн».

## Клубная карьера
Теркельсен — воспитанник клубов «Жутул», «Форнебу», «Стабек» и «Стрёмгодсет». 1 октября 2022 года в матче против «Волеренги» он дебютировал в Типпелиге в составе последних. 10 апреля 2024 года в поединке Кубка Норвегии против «Халлингдала» Йонас забил свой первый гол за «Стрёмгодсет». Летом 2025 года Теркельсен перешёл в немецкий «Хольштайн», подписав контракт на четыре года. Сумма трансфера составила 1,9 млн евро.